# Čirčik-Bozsujská kaskáda
Čirčik-Bozsujská kaskáda je komplex hydrotechnických zařízení na řece Čirčik v Uzbekistánu. V roce 1980 bylo v provozu 19 přehradních nádrží kaskády. Kaskáda byla vybudována na středním a dolním toku řeky a představuje nejhustěji osídlenou část země. Je také průmyslově nejrozvinutější a má nejrozvinutější zavlažovací systém v zemi.

## Vodní elektrárny kaskády
- Čarvacká vodní elektrárna
- Chodžikentská vodní elektrárna
- Tavacká vodní elektrárna
- Čirčická vodní elektrárna
- Akkavacká vodní elektrárna (tři přehradní nádrže I, II, III)
- Kadyrjinká vodní elektrárna
- Salarská vodní elektrárna
- Bozsujská vodní elektrárna
- Šejchantaurská vodní elektrárna
- Burdžarská vodní elektrárna
- Aktepinská vodní elektrárna
- Dolnobozsujská vodní elektrárna (pět přehradních nádrží I, II, III, IV, VI)
- Gazalkentská vodní elektrárna

## Historie
S využíváním energetických zdrojů řeky Čirčik se začalo v roce 1926, kdy byla na hlavním zavlažovacím kanále Bozsu postavena první z dvanácti vodních elektráren. V letech 1940-43 byly uvedeny do provozu velké vodní elektrárny kaskády (Tavacká, Čirčická, Akkavacká (I a II)). Stavba hlavní Čarvacké vodní elektrárny začala v roce 1963 a byla dokončena v roce 1972.

## Využití
Součástí hydrouzlu je kamenná přehradní hráz (vysoká 168 m), za kterou vznikla přehradní nádrž (objem 2 km³), jež umožňuje regulovat rozvod vody do celého zavlažovacího systému (300 000 ha).